# Marostelek
Marostelek (románul: Teleac) falu Maros megyében, Erdélyben. Közigazgatásilag Gernyeszeg községhez tartozik.

## Fekvése
Marosvásárhelytől 22 km-re északkeletre, a Maros és a Nyárád közti dombvidéken fekszik.